# 草彅剛のためになるっ?バラエティ
『草彅剛のためになるっ?バラエティ』（くさなぎつよしのためになるっ?バラエティ）は、テレビ朝日で2010年10月5日19:00 - 21:48（JST）に放送された特別番組。平均視聴率は8.9%。

## 概要
ネオバラ祭り第3弾（2010年10月4日 - 10月7日）の特別番組の1つとして制作された。第3弾の他の番組が、ネオバラエティ番組のスペシャルであるのに対し、本番組は火曜日のネオバラエティでメインを務めている草彅剛の特別番組として制作されている。なお、過去のネオバラ祭りでは、草彅がメインMCをつとめる「『ぷっ』すま」のスペシャル番組「超『ぷっ』すま!!」が放送されていた。
放送3ヶ月前に「『ぷっ』すま」のゼネラルプロデューサーに就任した友寄隆英が本番組でもゼネラルプロデューサーを務めている。しかし番組内容は毎年1月に放送される「SMAPがんばりますっ!!」に似た作りになっている。

## 企画
「草彅剛だけに、草だけを食べてコンサートを乗り切る」
- ある会議に草彅を呼び出し、草彅1人で3時間のバラエティ番組を制作する事になったと伝えられる。1人で3時間もつか不安な草彅・スタッフはどの様な企画をするか考える事になる。「宇宙人（もしくは、天狗）を探しに行く」・「コンサート中のメンバーも巻き込む」など草彅が次々と提案[2]していくが、結論が出なかった為、スタッフから「視聴者からアンケートを取り1位を取った企画をやる」と提案し、草彅も了承した。
- アンケートには、無人島生活やカラオケで100点取るまで歌い続ける[3]等もランクインしていたが、1位の本企画に決定した。
- 生活中は草しか食べる事は出来ず、飲み物も青汁のみ・風呂も草風呂と草に関する生活を行う。また、火も草を使用し自分で着けなくてはならない。
- ちなみに、収録中に東京スポーツでこの番組の放送が記事として紹介されたが、記事内では「山奥で生活する」など間違った部分もあり、挑戦の真っ最中にこの記事を見せられた草彅は見せに来たスタッフと共に記事の間違いに関して戸惑っていた。

## 出演者
- SMAP
  - 草彅剛
  - 中居正広
  - 木村拓哉
  - 稲垣吾郎
  - 香取慎吾
- 草野仁 - 司会担当。名前に「草」が付いているため、オファーされた。
- 岡本信人 - 野草を調理して食べるのが趣味という事でアドバイザーとして2回参加。
- 周富徳 - 野草の調理人として参加。

## スタッフ
- ナレーション：窪田等、立木文彦、萩野志保子（テレビ朝日アナウンサー）
- 構成：鈴木おさむ、なかじまはじめ
- ロケ技術：TSP（辺見洋、七沢甲）
- 編集：鈴木大助、服部美里（IMAGICA）
- MA：小田崇、青木雅春（IMAGICA）
- 音響効果：佐々木良平
- TK：中里優子
- CG：森三平
- 美術デザイン：井磧伸介
- 美術進行：金原典代
- 特別協力：ジャニーズ事務所
- 編成：松瀬俊一郎、遠藤華子
- 宣伝：平野三和、高橋夏子
- 制作スタッフ：高見慎哉、川添浩平、須藤恵美、金田雄太
- ディレクター：寺島直樹、前田健太郎、奥村篤人、米田裕一
- プロデューサー：奥田創史、ながさわコーヤ、中野光春
- ゼネラルプロデューサー・演出：友寄隆英
- 制作著作：テレビ朝日

## 遅れネット局
- テレビ高知（TBS系列） : 2011年4月3日日曜日14:00 - 16:48